# 56.ª Cúpula de Chefes de Estado do Mercosul
A 56ª Cúpula de Chefes de Estado do Mercosul foi a primeira cimeira do bloco realizada de forma virtual, desde sua criação em março de 1991.
O encontro presidencial que estava previsto para acontecer em Encarnación, no Paraguai, junto com a cúpula do PROSUL, foi alterada para o formato de videoconferência devido a Pandemia de COVID-19, impossibilitando assim os chefes de Estado viajarem ao país.
O principal tema tratado na cúpula, presidida pelo presidente do Paraguai, Mario Abdo, foi a integração regional pós pandemia, sendo que toda a América do Sul foi atingida pela COVID-19, e os países-membros do bloco divergiram em suas políticas de prevenção da doença. Em 2 de julho de 2020, o Brasil  era o segundo país mais atingido pela doença no mundo. A questão da democracia na Venezuela e a adesão da Bolívia no bloco também foram abordados.

## Presidentes participantes

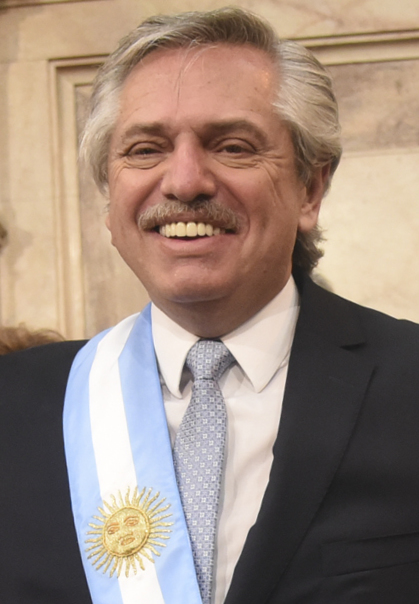
ARG Alberto Fernández, Presidente
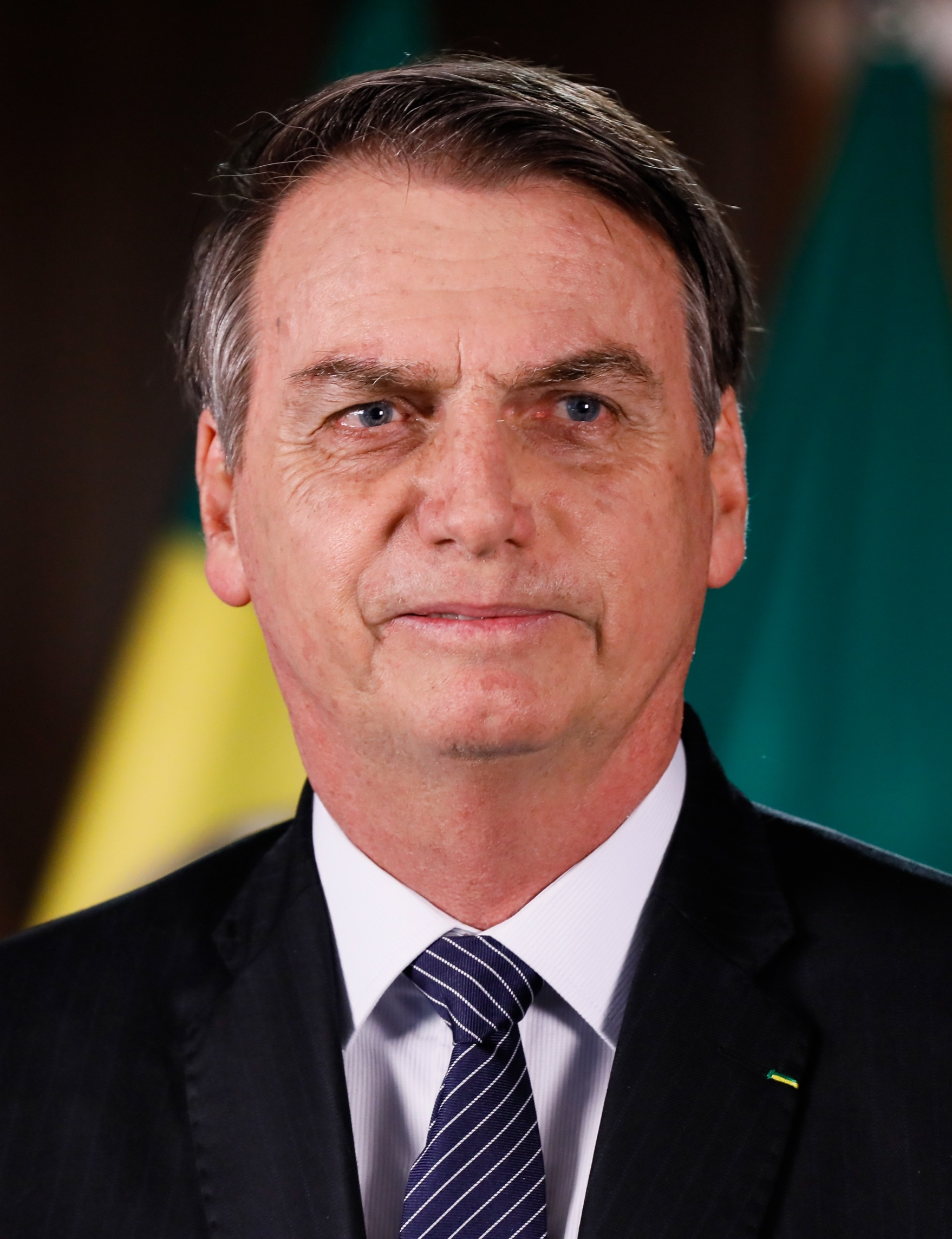
BRA Jair Bolsonaro, Presidente
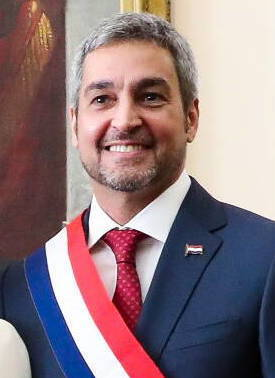
PAR Mario Abdo Benítez, Presidente (anfitrião)
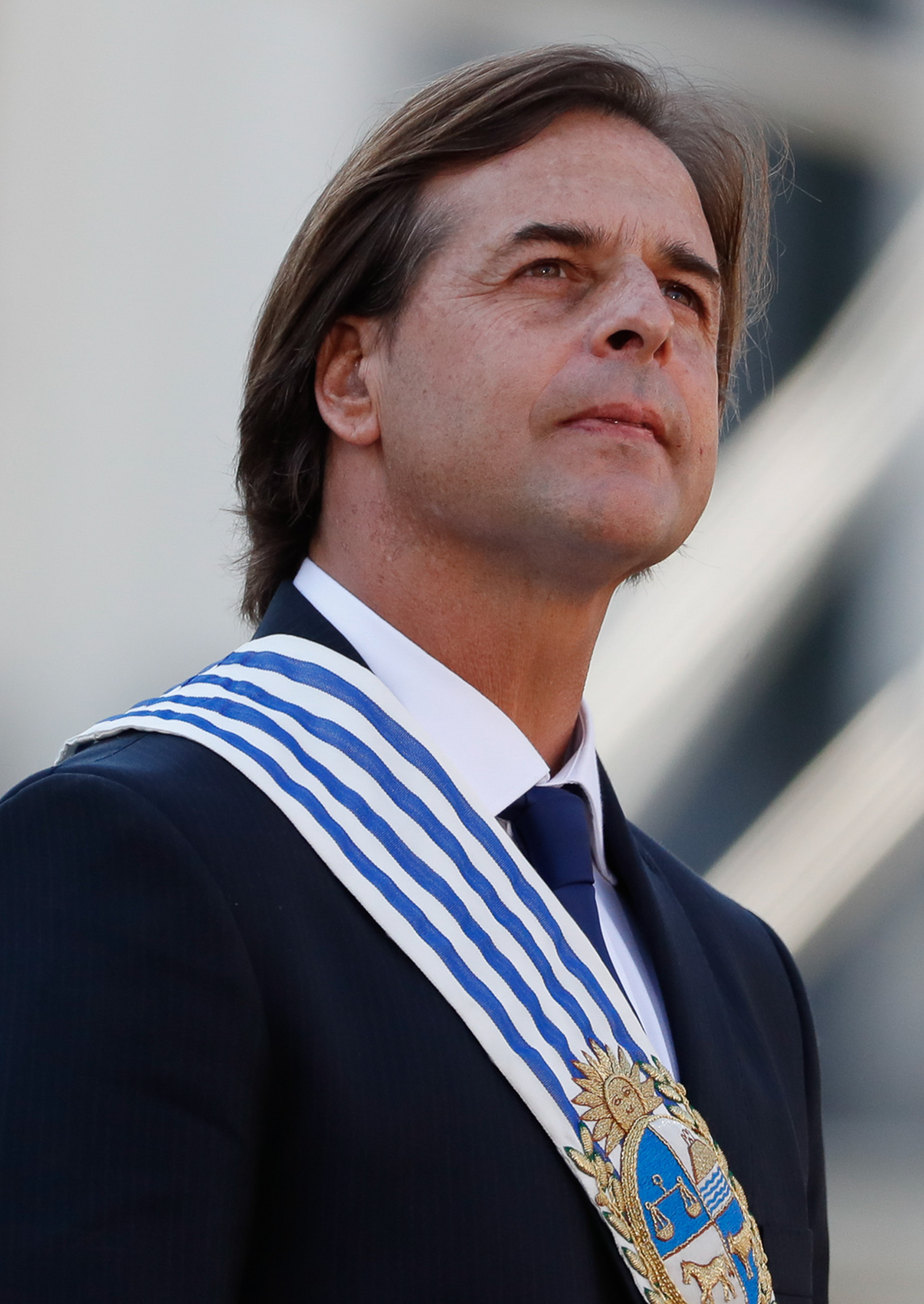
URY Luis Lacalle Pou, Presidente

- Argentina
Alberto Fernández, Presidente
- Brasil
Jair Bolsonaro, Presidente
- Paraguai
Mario Abdo Benítez, Presidente (anfitrião)
- Uruguai
Luis Lacalle Pou, Presidente

### Presidentes convidados

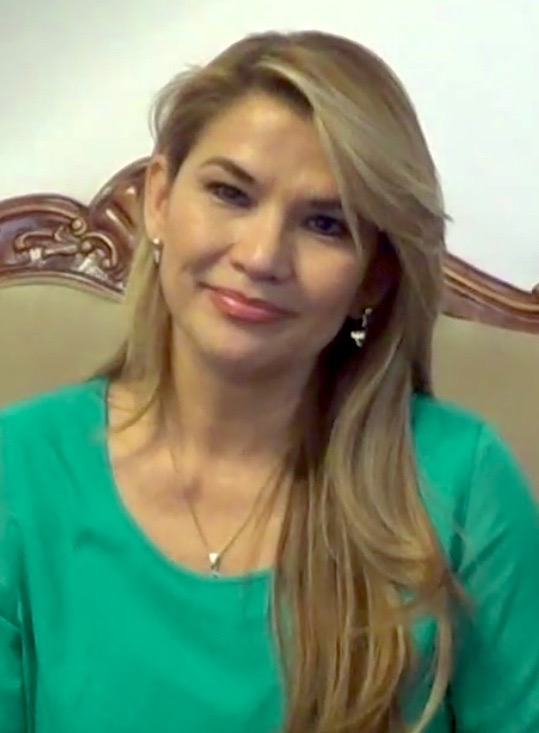
BOL Jeanine Áñez, Presidente
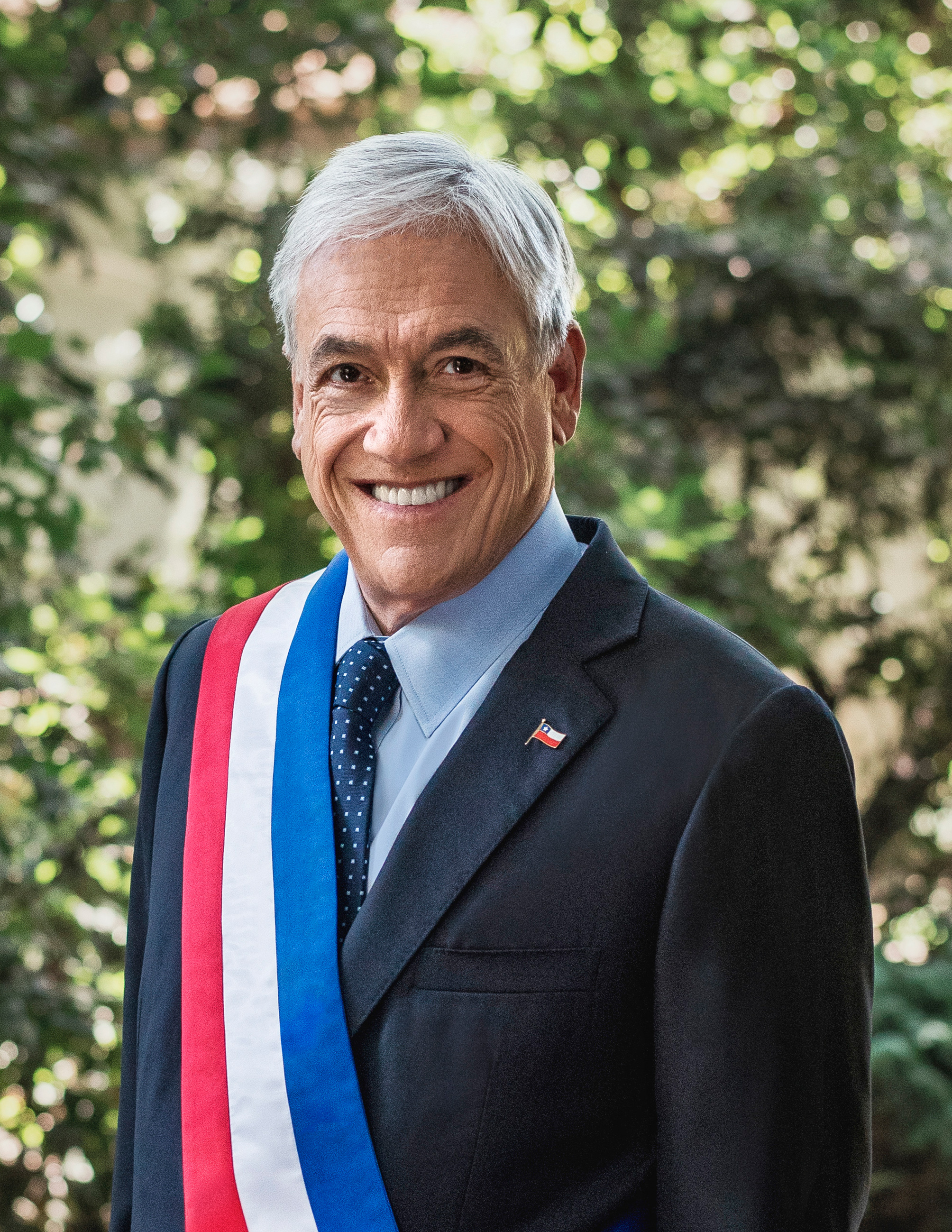
CHL Sebastián Piñera, Presidente
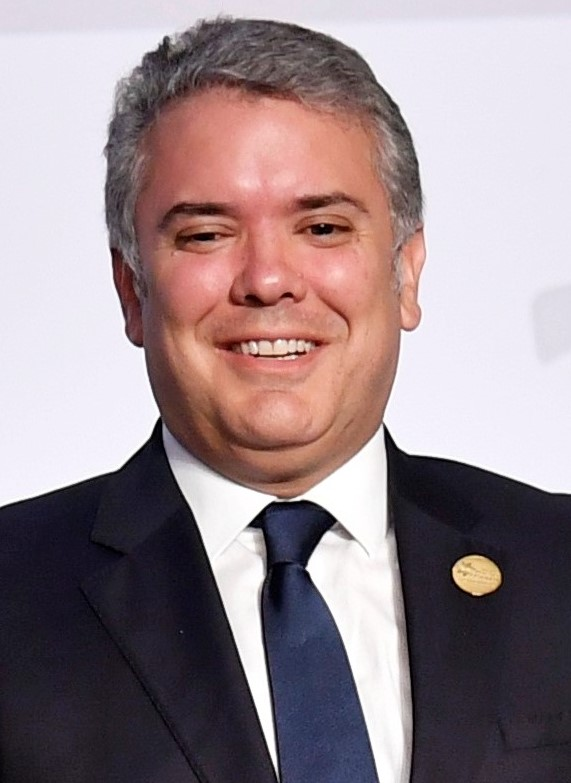
COL Iván Duque, Presidente

- Bolívia
Jeanine Áñez, Presidente
- Chile
Sebastián Piñera, Presidente
- Colômbia
Iván Duque, Presidente

### Presidentes não participantes
- – O presidente encarregado da Venezuela, Juan Guaidó, não participou pelo fato de seu país estar suspenso do Mercosul por ruptura da ordem democrática.[6][7]

### Representantes

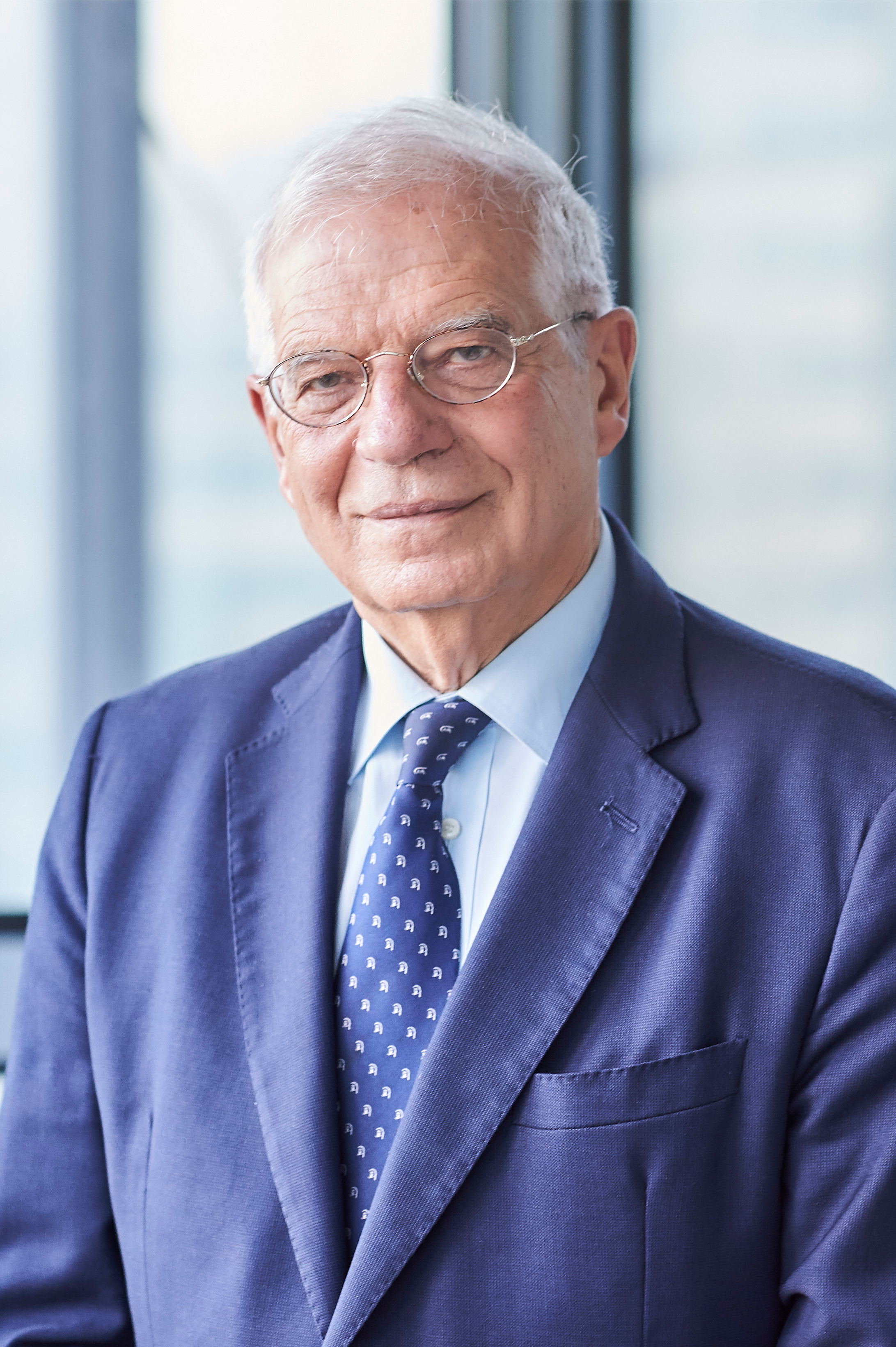
União Europeia Josep Borrell, Alto Representante da UE para os Negócios Estrangeiros e a Política de Segurança